# ディジー・ガレスピー
ディジー・ガレスピー（Dizzy Gillespie、本名：ジョン・バークス・ガレスピー（John Birks Gillespie）、1917年10月21日 - 1993年1月6日）は、アメリカ合衆国出身の黒人ジャズミュージシャン。トランペット奏者でバンドリーダー、作曲家である。
アルト・サックス奏者のチャーリー・パーカーと共に、モダン・ジャズの原型となるスタイル「ビバップ」を築いた功労者の一人としてジャズの歴史上で讃えられ、その一方でラテン・ジャズを推進させたジャズ･ミュージシャンとしても知られる。
ベルが上に突き出たトランペットを、頬をいっぱいにふくらませ、高らかなトーンで豪快かつテクニカルに演奏するスタイルは人気を博した。だみ声でのスキャットを得意とする個性的なジャズ歌手でもある。1964年には、アメリカ大統領選挙に独立系候補として出馬することを、真剣に検討した。

## 経歴

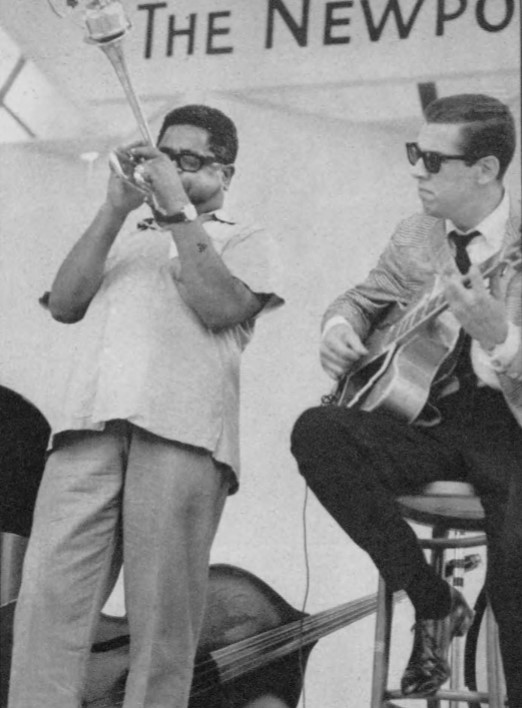
ディジー・ガレスピー、ケニー・バレル。1966年、ニューポート・ジャズ・フェスティバルにて。

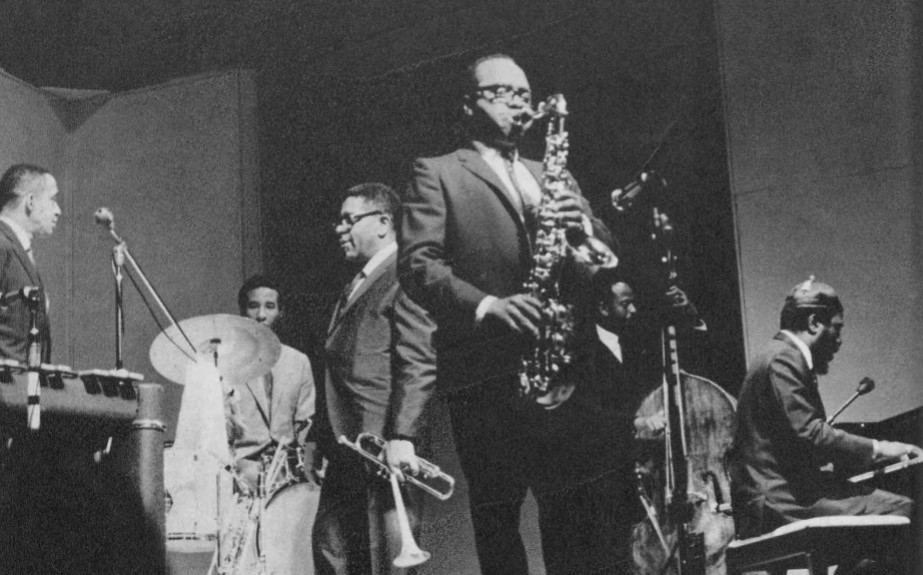
左から、ミルト・ジャクソン、マックス・ローチ、ディジー・ガレスピー、ジェームズ・ムーディ、パーシー・ヒース、セロニアス・モンク。1967年6月30日、ニューポート・ジャズ・フェスティバルにて。

アメリカサウスカロライナ州チーローに生まれる。レンガ職人の傍らで、アマチュアミュージシャンでもあった父親の影響で音楽に親しみ、14歳からトロンボーンを演奏するようになるも、間もなくしてトランペットに転じた。
一家がフィラデルフィアに転居した後、18歳の頃からローカルバンドでプロの演奏家として活動するようになる。スイング・ジャズ時代の名トランペッターであるロイ・エルドリッジ(Roy Eldridge　1911年-1989年)に影響を受けたプレイで才能を伸長した。
1937年には、そのエルドリッジの後任者としてテディ・ヒル（英語版）のバンドに入団したが、既存のスタイルに飽き足りないガレスピーは、変わった演奏の試みを繰り返し、また、奇矯な振る舞いが目立った為、同僚と度々衝突。1939年にはエンターテイナーとして知られるキャブ・キャロウェイ(Cab Calloway　1907年-1994年)のバンドに参加したが、ここでもリーダーのキャブと喧嘩をした挙句、キャブに怪我を負わせる刃傷沙汰と起こし、1941年に退団した。
テディ・ヒル楽団での同僚であるドラマーのケニー・クラーク(Kenny Clarke　1914年-1985年)は、やはり従来にない前衛的なスタイルの演奏法を研究しており、ガレスピーとも意気投合した。彼等は従来のスイングジャズをビッグバンドのサイドメンとして、限られた枠内の表現で演奏する事に満足していなかった。
ガレスピーは1940年頃から、余暇のジャムセッションにおいてケニー・クラークやギタリストのチャーリー・クリスチャン(Charlie Christian 1916年-1942年)、ピアニストのセロニアス・モンク等と共に、リズムを重視し、より自由なアドリブを追求した新しいスタイルのジャズを探求するようになる。これこそがモダン・ジャズの礎となるビバップの萌芽であった。彼等の溜まり場であったニューヨークのクラブ「ミントンズ・プレイハウス」における1941年のジャムセッションの私家録音（『ミントンズ・ハウスのチャーリー・クリスチャン』というタイトルでレコード化されている）は、その黎明期における貴重な記録である。
ガレスピーは更に天才的なサックス奏者のチャーリー・パーカーとも知り合い、当時全盛期のスイングスタイルよりも格段に進んだ、アバンギャルドなジャズを開拓していった。二人は1940年代前半にはピアニストのアール・ハインズ(Earl Hines　1905年-1983年)のビッグバンドで活動する傍ら、音楽的研鑽を続けた。1944年にハインズ楽団の実力派美声歌手であるビリー・エクスタイン(Billy Eckstine 1914年-1993年)が独立してビッグバンドを立ち上げると、ガレスピーを始めとする若手の前衛派ミュージシャンが大挙参加し、モダン・ジャズの形をつくり上げると共に、1945年からガレスピーは盛んなソロ活動を開始、パーカーと共にジャズシーンの中心に躍り出た。ガレスピーとパーカーによる1945年のいわゆる「ミュージクラフト・セッション」における録音は、モダン・ジャズ初期の歴史的演奏として後世まで評価されている。
1946年以降、何度もビッグ・バンドを組織。中でも1947年から1950年まで存続した第2次ビッグ・バンドには、編曲者ウォルター・ギル・フラーやコンガ奏者のチャノ・ポソを迎え、ラテン(アフロ・キューバン)のリズムをビバップに取り入れたラテン・ジャズ（アフロ・キューバン・ジャズ）を勃興させた。また、新人を抜擢し、数多くデビューさせる達人として知られ、彼のビッグバンドからは、後年大成する優れたミュージシャンが多数輩出され、トランペッターだったクインシー・ジョーンズやピアニストのラロ・シフリン等が、彼のオーケストラやコンボから巣立っていき、この事がきっかけの一つとなり、モダン・ジャズの発展にも大きく寄与する事となった。
作曲家としては1940年代以来「チュニジアの夜」「ソルトピーナッツ」「ビバップ」「ブルー・ン・ブギー」「マンテカ」「ウディン・ユー」「アンソロポロジー」等、膨大な数のナンバーを作曲し、これらは後世まで演奏されるジャズ・スタンダード曲となった。1942年に作曲された「チュニジアの夜」はビバップのイコンとも言うべき曲になり、1945年作曲の「ビバップ」は音楽ジャンル名のビバップの語源となったとも言われている。
長年、ビッグ・バンドを組織して海外公演を行い、モダン・ジャズ界の長老として晩年まで音楽活動を続けた。
1993年、膵臓癌で亡くなった。享年75歳。
2010年10月21日、ガレスピーの誕生日を記念して、Googleのホームページのロゴが特別バージョンとなった（画像）。

## 曲がったトランペット

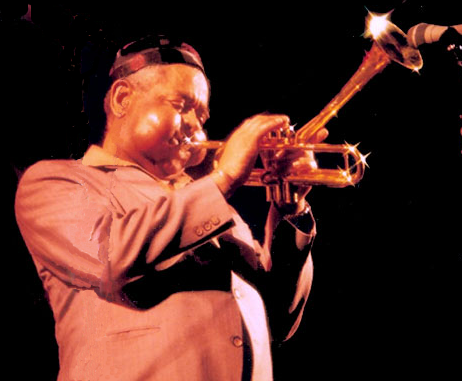
1988年

途中から折れ曲がってベルが宙を向いたトランペットはガレスピーのトレードマークであったが、彼がこのようなトランペットを使うようになったのはビバップ期よりもだいぶ遅れた1950年代中期のことである。
1954年、パーティの席での痴話喧嘩で転んだ客が、スタンドに置いてあったディジーのトランペットの上に尻餅をついてしまい、ベルが上向きに折れ曲がった。不機嫌になったディジーだが試しに吹いてみると音がまともに出る上、普通のトランペットよりもプレイヤー自身の耳に音が届きやすくなったことに気付いた。気をよくしたディジーは、楽器メーカーに特注して「曲がったトランペット」を作らせ、愛用するようになった。
彼はその勢いで大儲けを狙い、「曲がったトランペット」の新案特許出願に動いたが、100年以上も前に同じような出願がされていたことがわかり、落胆したという。
最晩年に使用していたトランペットは、管体部内を流れるエアの流れをスムーズにする為に、ウォーターバルブ(管内に溜まった水分を排出するバルブ)が廃される工夫がなされていた。この上向きのベルに憧れるプレイヤーも多い。ベルが上向きになっているトランペットは、アップベルという。

## 人物

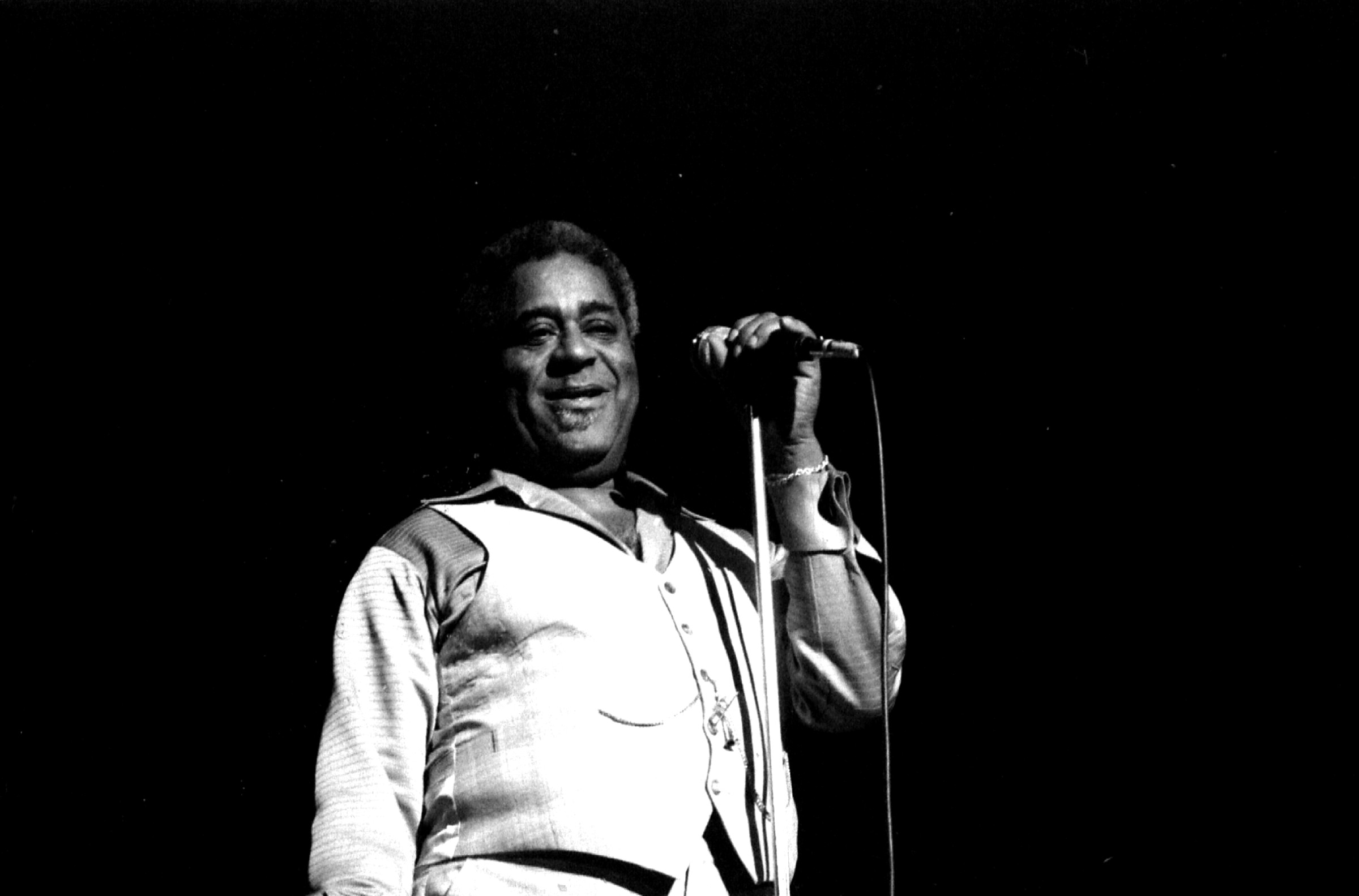
1978年

サッチモのモノマネをしたり、ステージでジョークを飛ばすなど、ユーモアあふれる人柄で知られていた。一方、若い頃には、刃傷沙汰の喧嘩も辞さぬ血気盛んな面もあった。よく知られているのはキャブ・キャロウェイと口論になり、キャブの足をナイフで刺した一件である。幸いキャブは軽症だった。また彼は人種差別反対運動の闘士でもあり、1964年にはアメリカ大統領選挙に名乗りをあげた 。これは黒人の有名人が、真剣に大統領選挙に出馬した最も早い時期の例である。白人のクラシック音楽に対しては、軽蔑と憧憬の入り混じった複雑な心情を持っていた。また、絶えず茶目っ気があり、ライブステージではコメディアン的な仕草や洒落たファッションで聴衆を笑わせた。"Dizzy"（くらくらする）という通称も、このキャラクターに由来するものとされる（または、当時としては超絶技巧派の奏者でもあった事から、｢目も眩む程のテクニック｣から呼ばれるようになったとも言われている）。ディジーの「ヒップ」さが、いかに強烈であったかは、彼が身に付けた黒縁眼鏡や帽子等が「バップ眼鏡」「バップ帽」とまで言われた事からも推察出来る。その活躍が大衆にもビバップを普及させる事に寄与した反面、時に悪のりにも見える、ふざけっぷりは、アメリカではスタンダップコメディアンの方法論でもある。一方、音楽に関する考え方は真剣そのものであり、ディズは自身のビバップについて、ジャズは『選ばれた音楽』であるというプライドを持っていた。軽蔑と尊敬の念を持っていた西欧クラシック音楽に、匹敵する音楽であるとも考えていた。
仕事に対する態度は極めて真剣で、遅刻や無断欠勤の多かったチャーリー・パーカーと、しばしば衝突した。後進の指導にも厳格で、生涯に渡り、親分肌の性格を貫いた。私生活では敬虔なバハイ教徒（イランで19世紀に誕生した新興宗教）で、生涯節制に努めていた。その為、多くのビバップ期のジャズマンが麻薬や過度の飲酒・喫煙による不健康な生活で早世した中では、例外的に長生きした。
トランペットを吹く時に巨大に膨らむガレスピーの頬は特異体質によるもので、「ガレスピーズ・パウチズ（英語: Gillespie's Pouches）」という医学用語にまでなっている。この頬に対する医学的研究の検査に、ガレスピーは自ら協力した。

## 主な共演者
- チャーリー・パーカー
- セロニアス・モンク
- カーリー・ラッセル
- バディ・リッチ
- J・J・ジョンソン
- セシル・ペイン
- ユセフ・ラティーフ
- ソニー・ロリンズ
- ソニー・スティット
- ジョン・ルイス
- レイ・ブライアント
- ケニー・クラーク
- レオ・ライト
- メルバ・リストン

## ディジー・ガレスピーを演じた人物
- サミュエル・E・ライト  - 『バード』(1988,USA)